# جوهر أمحيص أكسيل
جوهر أمحيص أُكسيل أو جوهر أُكسيل أمحيص كاتبة جزائرية وأديبة باللغة الفرنسية والأمازيغية، ولدت ببني يني بولاية تيزي وزو سنة 1928. وبعد مسيرة طويلة في التعليم والتدريب ونقل المعرفة، تقاعدت من التدريس عام 1983 وتفرغت بالكامل للكتابة. وهي جدة عالمة الفيزياء ياسمين أمحيص.

## السيرة
ولدت جوهر أمحيص أكسيل في الجزائر عام 1928. التحقت سنة 1945 بالمدرسة النموذجية بمليانة حيث عملت بعدها لمدة عشر سنوات معلمة بالثنية، قبل أن تصبح معلمة الأدب بالمدرسة الثانوية بالمدية. عُينت مفتشةً للتربية الوطنية سنة 1968، قبل أن تعود لتدريس الأدب بالمدرسة الثانوية بالجزائر العاصمة. تعهدت ابتداءً من عام 1983 بتقديم سلسلة من الأعمال بشكل منتظم تسميها «قراءات»، تستعرض فيها تباعًا روايات مولود معمري، محمد ديب، مولود فرعون، مالك واري، طاووس عمروش، عبد الحميد بن هدوقة، الطاهر جاووت، آسيا جبار، ومؤخرا كاتب ياسين. أغلب هذه الكتب صدرت عن دار القصبة في المجموعة «آثار أقدام». يركز العمل التربوي لجوهر أمحيص أكسيل على عرض ودراسة وتحليل أعمال المؤلفين الجزائريين بهدف مساعدة الشباب على دخول الأدب الجزائري باستراتيجية تعليمية تشجع على ممارسة القراءة للمتعة وليس بالإكراه.
يسترشد عملها بالكامل بالرغبة في نقل المعرفة والذوق إلى الأجيال الشابة حول الأعمال الرئيسية للتراث الأدبي الجزائري. حصلت على جائزتين: جائزة محفوظ بوسبجي 2012 وجائزة مؤسسة نجمة 2013. تكريما لرحلتها الاستثنائية، صدر فيلم وثائقي بعنوان «جوهر أمحيص، امرأة استثنائية» من إخراج محمد عمروش وتأليف مالك عمروش. يركز جزء مهم من عمل جوهر أمحيص أكسيل على الترويج للشعر القبائلي (الأمازيغي) والأدب الأمازيغي [الفرنسية] بشكل عام.
يُعد عملها «أغنية البندق» (بالفرنسية: Le Chant de la sitelle)، الذي نُشر عام 2012، بمثابة سيرة ذاتية تتخللها قصائد، بالإضافة إلى إشادة بجذورها الأمازيغية.

## أعمال أدبية[13]
- «جائزة الشرف. قراءة في رواية "الحبة في الطاحونة" لمالك واري»(بالفرنسية: Le Prix de l'honneur. Une lecture de " Le Grain dans la meule" de Malek Ouary). الجزائر: دار القصبة، 2007
- «من بنك إلى آخر. قراءة في "الأرض والدم" و"الدروب الوعرة" لمولود فرعون» (بالفرنسية: D'une rive à l'autre. Une lecture de "La Terre et le Sang" et "Les Chemins qui montent" de Mouloud Feraoun). الجزائر العاصمة : دار القصبة، 2009
- «تاساست. قراءة في رواية "التلة المنسية" للكاتب مولود معمري» (بالفرنسية: Taâssast. Une lecture de "La Colline oubliée" de Mouloud Mammer) الجزائر: دار القصبة، 2011[14]
- «طريق الأجداد. قراءة في رواية "نوم الصدّيق" لمولود معمري» (بالفرنسية: La Voie des ancêtres. Une lecture de "Sommeil du Juste" de Mouloud Mammeri) الجزائر: دار القصبة، 2012
- «دار سبيطار. قراءة في رواية "البيت الكبير" لمحمد ديب» (بالفرنسية: Dar Sbitar. Une lecture de "La Grande Maison" de Mohammed Dib). الجزائر: دار القصبة، 2012
- «أغنية البندق» (بالفرنسية: Le Chant de la sitelle). مساحة الكتاب، 2012
- «المنفى والذاكرة. قراءة في روايات طاووس عمروش» (بالفرنسية: L'Exil et la Mémoire. Une lecture des romans de Taos Amrouche.). الجزائر: دار القصبة، 2013
- (بالفرنسية: بن هدوقة الحقيقة، الحلم، الأمل) (بالفرنسية: Benhadouga, la vérité, le rêve, l'espérance.). الجزائر: دار القصبة، 2013
- «الطاهر جاووت، حائك النور» (بالفرنسية: Tahar Djaout, ce tisseur de lumière.). الجزائر: دار القصبة، 2013
- «ميموني الكاتب الشاهد والضمير» (بالفرنسية: Mimouni, l'écrivain témoin et conscience.). الجزائر العاصمة: القصبة، 2015
- «آسيا جبار، شخصية الفجر» (بالفرنسية: Assia Djebar, une figure de l'aube.). الجزائر: دار القصبة، 2016

## التكريمات
- جائزة محفوظ بوسبسي لعام 2012، عن مجمل مسيرتها الأدبية وتقديرًا لجهودها مع الشباب.[15]
- جائزة مؤسسة نجمة 2013 (مع ستة مؤلفين آخرين: إنعام بيود، ميساء باي، ربيعة جلطي، ليلى حموتين، فاطمة بخائي، هاجر قويدري).[16]